# Zauchwitz
Zauchwitz ist zusammen mit dem Gemeindeteil Körzin ein Ortsteil der Stadt Beelitz im Landkreis Potsdam-Mittelmark in Brandenburg.

## Geografie

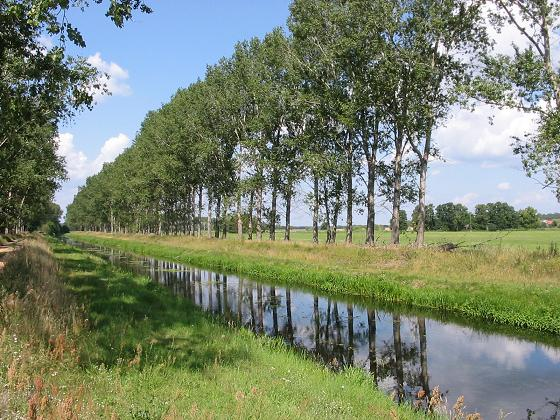
Die Nieplitz am südlichen Ortsrand von Zauchwitz

Der Ort liegt naturräumlich auf der Zauche südwestlich der Landeshauptstadt Potsdam. Zauchwitz ist ein klassisches Straßendorf und liegt im Kreuzungsbereich der Bundesstraße 246 mit der Landstraße zwischen Rieben und Wildenbruch (L 73). In diesem Bereich konzentriert sich auch die Wohnbebauung. Nördlich liegt der Michendorfer Ortsteil Stücken, nordwestlich Blankensee, ein Ortsteil der Stadt Trebbin sowie im Südosten der weitere Stadtteil Stangenhagen. Südlich grenzt mit Rieben ein weiterer Ortsteil der Stadt Beelitz an, gefolgt von Schönefeld im Südwesten. Der überwiegende Teil der Gemarkung wird land- und forstwirtschaftlich genutzt. Der nordwestliche Bereich mit dem Kiebitzberg, Trostberg und Breiten Berg wird dabei durch den Zollbrückengraben entwässert, der südliche Bereich an der Nieplitz durch den Kuhwischgraben und den Grenzgraben bei Körzin.

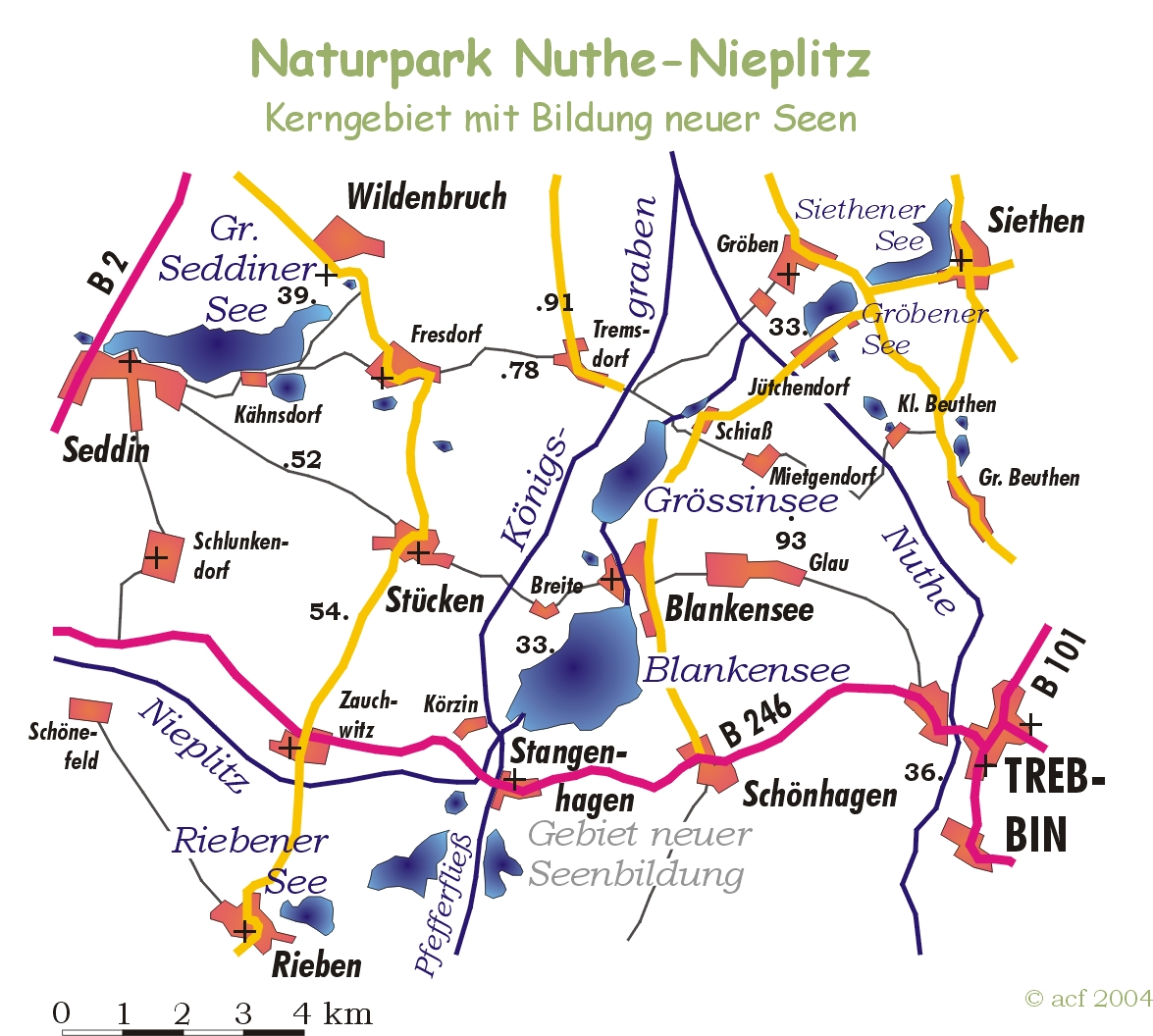
Karte des Kerngebiets des Naturparks Nuthe-Nieplitz mit Zauchwitz im Südwesten

## Geschichte und Etymologie

### 14. und 15. Jahrhundert

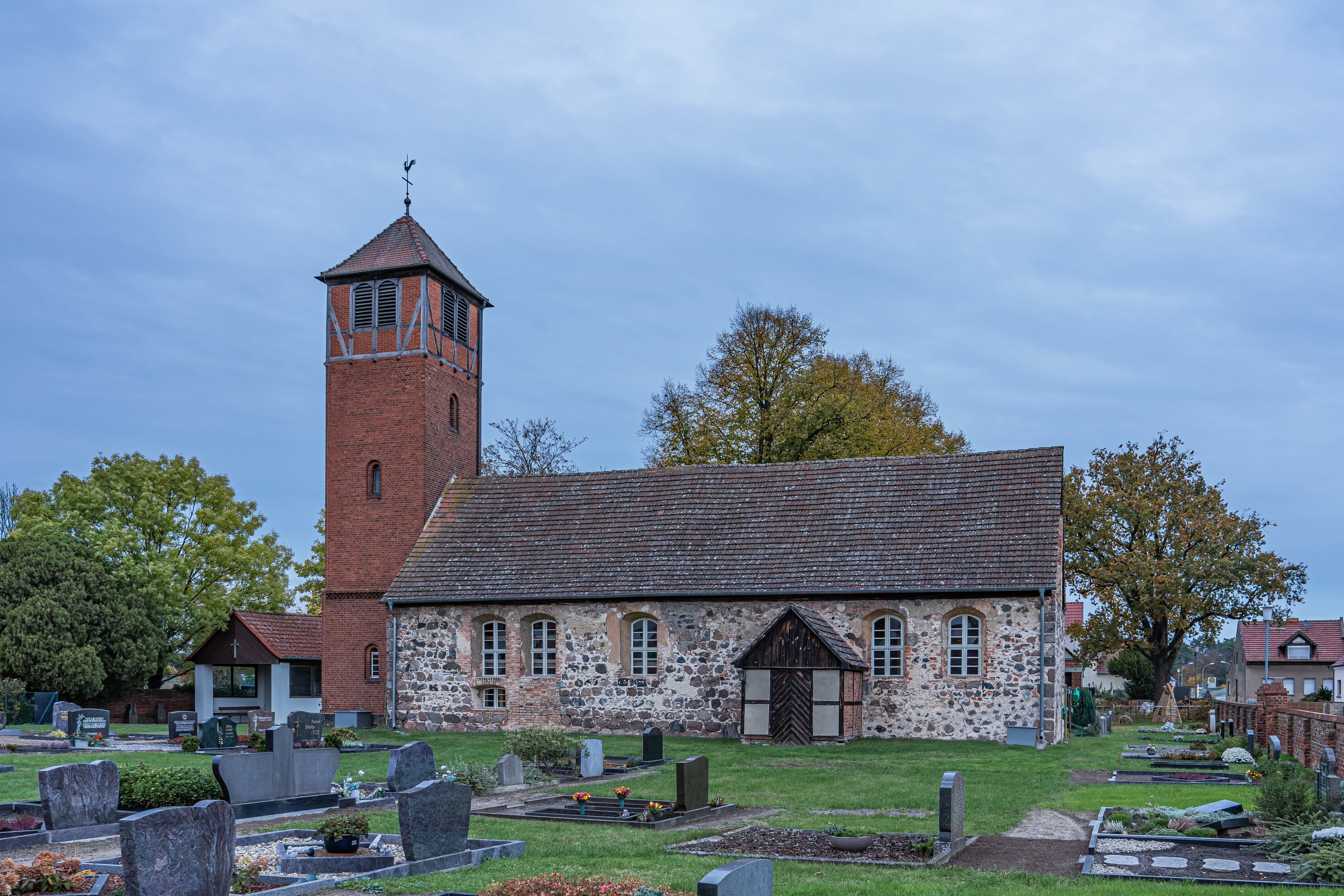
Dorfkirche Zauchwitz

Die älteste urkundliche Erwähnung des Ortsnamens stammt aus dem Jahr 1317, als ein Henn(y)ingus de zuchwitz eine Besitzurkunde für ein östlich von Stangenhagen gelegenes Grundstück als Zeuge unterschrieb. Da sich der Name Zauchwitz vom slawischen czucha ableitet, was so viel wie trockenes Land bedeutet, geht man davon aus, dass der Ort von Slawen begründet wurde. Zauche heißt auch die gesamte Region des hier beginnenden Geestrückens. Allerdings wurden bei Ausgrabungen rund 2,5 km südöstlich des Dorfes ein Ringwall mit einem Durchmesser zwischen 70 und 85 Metern freigelegt, in dem zahlreiche mittel- und spätslawische sowie frühdeutsche Funde sichergestellt wurden. Der Ort gehörte vor 1375 bis nach 1450 (?) dem Markgrafen bzw. der Vogtei Trebbin. Das Dorf Czuchewitz, Czuchwitz war im Jahr 1375 ausweislich des Landbuchs Karls IV. insgesamt 40 Hufen groß, davon gehörten dem Pfarrer zwei Hufen. Ein erster Anteil gehörte vor 1375 bis nach 1450 (?) dem Markgrafen bzw. der Vogtei Trebbin, ging danach bis 1469 an die Familie von Hake, anschließend bis vor 1481 an einen Herrn Bade und wurde anschließend wieder landesherrlich verwaltet. Im genannten Jahr war dies die Vogtei Saarmund und Beelitz, im Jahr 1540 das Amt Trebbin. Vor 1575 bis um 1680 war der Anteil im Besitz der Familie Flanß, kam um 1680 an das Amt Saarmund und von dort im Jahr 1826 an das Amt Potsdam. Dabei handelte es sich um die Obergerichtsbarkeit und den Wagendienst (1375) bzw. Ober- und Untergerichtsbarkeit sowie das Kirchenpatronat einschließlich eines freien Hofes mit allem Recht (1472). Im Jahr 1577 bestand dieser Anteil aus der Ober- und Untergerichtsbarkeit, dem Kirchenpatronat, den Hebungen von neun Hufnern, darunter der Dorfschulze und der Krüger, vier Kossätenhöfe (von denen einer wüst war) und das Hirtenhaus. Im Jahr 1745 umfasste der Anteil zwölf Bauern und acht Kossäten. Einen zweiten Anteil über zwei Bauern mit allem Recht (1745) besaß bis 1454 der Markgraf und kam im genannten Jahr bis nach 1803 an die Elendgilde bzw. die Kirche. Ein dritter Anteil besaß vor (?) 1441 die Familie von Schönow, die ihn 1545 an die Familie von Schlabrendorf verkaufte. Es handelte sich um einen Hof mit allem Recht (1486) bzw. einem Hof und Hebungen von zwei wüsten Hufen und einem Hof (1599), der nach 1657 wohl mit dem ersten Anteil vereinigt wurde. Ein vierter Anteil lag vor 1375 bis nach 1689 bei der Familie Randewig. Sie besaßen einen Hof mit acht Hufen (1375) bzw. Hebungen von sechs Höfen (auf einem Hof und einer wüsten Hufe das Herrenrecht, 1486) bzw. einen Wohnhof mit drei Hufen und „den Horst hinter dem Hof“ mit aller Gerechtigkeit (1524). Im Jahr 1561 bestand der Besitz aus Hebungen von sechs Höfen und Hufen mit Ober- und Untergerichtsbarkeit, fünf Kossätenhöfen (darunter der Krüger) mit Ober- und Untergerichtsbarkeit, Hebungen von sechs Höfen und Hufe (einmal mit Herrenrecht) sowie Hebungen von zwei wüsten Höfen (ebenfalls einmal mit Herrenrecht). Dieser Anteil wurde wohl ebenfalls mit dem ersten genannten Anteil vereint. Einen fünften Anteil besaßen von 1524 bis nach 1651 die von Thümen. Es handelte sich um Hebungen von vier Höfen und Hufe (darunter der Krüger und der Schulze) sowie einen Kossätenhof mit Dienst und allem Recht (1524) bzw. seit 1569 auch über das gesamte Schulzengut, bevor auch dieser Anteil mit dem ersten vereinigt wurde. Ein sechster Anteil lag vor (?) 1441 bei der Familie Riggebrecht und kam im genannten Jahr bis nach 1492 an die Familie Kerstian, genannt Laurentz aus Jüterbog. Sie besaßen Hebungen aus acht Höfen (1441) bzw. Hebungen von zwölf Bauern (Schulze, Krüger) sowie den Dienst über diese (1492). Auch dieser Anteil wurde mit dem ersten vereinigt. Der siebte und letzte Anteil gehörte vor 1375 bis nach 1465 der Familie Krappe aus Treuenbrietzen bzw. Wittenberg über Pacht- und Zinserträge aus vier Hufen (1375 und 1412). Im Jahr 1375 lebten im Ort weiterhin die Familie Enderlin auf einem vier Hufen großen Hof sowie die Familie Korwich mit zwei Hufen. Im Schossregister aus dem Jahr 1450 wurde Zauchwitz nach wie vor mit 40 Hufen, davon zwei Pfarrhufen, geführt. Die Dorfkirche wurde 1459 erstmals urkundlich erwähnt. Untersuchungen ergaben jedoch, dass die Feldsteinkirche auf einem Vorgängerbau aus dem 13. Jahrhundert errichtet wurde. Die Familie Randewig erschien im Jahr 1481 mit einem Besitz über zwei Hufen, die Familie Bade mit vier Hufen; zwei lagen wüst.

### 16. und 17. Jahrhundert
Das Leibgedinge der Frau Randwig bestand im Jahr 1524 aus einem Wohnhof mit drei Hufen sowie der Horst hinter dem Hof. Die von Thümen besaßen Hebungen von vier Höfen und Hufen, darunter der Dorfschulze und der Krüger, sowie einen Kossätenhof. Der Pfarrer wohnte im Jahr 1541 in einem Pfarrhaus mit Garten und besaß zwei Hufen zu 16 Scheffel Saat sowie Wiesen zu sechs Fuder Heu. Er erhielt außerdem den Kornzehnten. Der Küster besaß ebenfalls ein Haus mit einem Kohlgarten, erhielt 38 Scheffel Roggen sowie aus jedem Haus zwei Brote und zusammen 45 Ostereier. Die Kirche besaß zu dieser Zeit zwei Stück Land mit sechs Scheffel Saat, eine Wiese zu drei Fuder Heu und einen Kossätenhof. Im Jahr 1577 besaßen die von Flanß das Hirtenhaus sowie die Hebungen von neun Hufnern sowie vier Kossätenhöfen, von denen einer wüst lag. Eine durchgehend dokumentierte Anzahl der Hufner und besitzlosen Einwohner (soweit schoßpflichtig) ergab sich aus dem Schosskataster der Mittelmark von 1624. Demzufolge lebten im Dorf 15 Hufner, sieben Kossäten, ein Hirte, drei Paar Hausleute sowie der Hirtenknecht. Es gab noch keine eigene Schmiede, so dass bei Bedarf ein Laufschmied vorbeikam. Nach der Zerstörung im Dreißigjährigen Krieg wurde die Kirche im Jahr 1650 wieder aufgebaut. Im Jahr 1652 lebten im Dorf 15 Hufner und fünf Kossäten, mithin 20 Personen (= Familien). In den Jahren 1682/1683 war Zauchwitz 38 Mittelhufen groß, d. h. bestand aus durchschnittlich ertragreichen Flächen. Es gab weiterhin sieben Kossätenhöfe, von denen zwei wüst lagen.

### 18. Jahrhundert
Die Spezifikation der Dörfer und Städte der Kurmark aus dem Jahr 1745 führte für Zauchwitz 14 Bauern und mittlerweile acht Kossäten auf. Dies waren im Jahr 1575 der Lehnschulze mit vier Hufen, ein Vierhufner, drei Dreihufner sowie zehn Zweihufner, von denen zwei der Kirche in Beelitz gehörten. Von den acht Kossäten besaß einer eine Hufe, ein anderer gehörte ebenfalls der Kirche. Es gab weiterhin drei Büdner, ein Paar Hausleute und fünf einzelne Einlieger. Die Beschreibung sämtlicher Städte (Angaben von 1768) und Dörfer der Kurmark von 1772 führt für das Dorf einen Prediger, einen Freischulzen, 14 Bauern, sechs Kossäten und mittlerweile eine Schmiede auf.

### 19. und 20. Jahrhundert
Im Jahr 1801 gab es nach Bratring im Dorf den Lehnschulzen, 15 Ganzbauern, einen Ganzkossäten, sechs Halbkossäten, zwei Büdner und einen Krug. Sie schlugen in Summe 26 Morgen Holz; die Gemarkung war 38 Bauernhufen groß. Im Ort gab es 31 Feuerstellen (= Haushalte). Im Jahr 1837 standen im Rittergut und Dorf 29 Wohnhäuser. Das Ortschaftsverzeichnis von 1858 führte das Dorf Zauchwitz mit dem Abbau (der Windmühle) auf, in dem sechs öffentliche, 35 Wohn- und 121 Wirtschaftsgebäude standen, darunter eine Getreidemühle. Das Dorf war 3812 Morgen (Mg) groß: 38 Mg Gehöfte, 32 Mg Gartenland, 2007 Mg Acker, 357 Mg Wiese, 914 Mg Weide und 474 Mg Wald.
Zur Jahrhundertwende standen im Dorf im Jahr 44 Häuser. Der Bestand wuchs auf 46 Wohnhäuser mit 64 Haushaltungen im Jahr 1931 an. Zauchwitz bestand zu dieser Zeit im Jahr 1906 als Dorf mit Mühle und erhielt im Jahr 1928 aus dem Gutsbezirk Kunersdorfer Forst die zwischen Zauchwitz und Schönefeld an der Nieplitz liegende Parzelle. Im Jahr 1939 gab es einen land- und forstwirtschaftlichen Betrieb mit mehr als 100 Hektar. Weitere 13 Betriebe waren zwischen 20 und 100 Hektar, 15 zwischen 10 und 20 Hektar, acht zwischen 5 und 10 Hektar sowie 5 zwischen 0,5 und 5 Hektar groß. Nach dem Zweiten Weltkrieg wurden 112,37 Hektar Fläche enteignet: 57,75 Hektar Acker, 24 Hektar Wiese, 27 Hektar Wald und 1,62 Hektar Ödland. Von diesen Flächen erhielten neun Umsiedler 53,3 Hektar. Weitere 57,1 Hektar gingen an 20 Kleinbauern, 1,6 Hektar an die Vereinigung der gegenseitigen Bauernhilfe (VdgB). Im Jahr 1954 gründete sich eine LPG vom Typ III mit zunächst 19 Mitgliedern und 245 Hektar landwirtschaftlicher Nutzfläche, die im Jahr 1972 an die LPG Typ I Körzin angeschlossen wurde. Im Jahr 1960 gab es weiterhin eine LPG Typ I mit 13 Mitgliedern und 79 Hektar Fläche, die 1969 an die LPG Typ III angeschlossen wurde. Im Jahr 1973 gab es im Dorf der Leitbetrieb für Innenmechanisierung sowie die LPG; Zauchwitz wurde ein Ortsteil von Beelitz.

## Wappen
| Wappen des Ortsteils Zauchwitz | Blasonierung: „Von Rot über Blau durch eine einbogig gemauerte silberne Brücke geteilt, begleitet oben von drei goldenen Pappelblättern, unten von einer golden-bebutzten silbernen Rose mit goldenen Kelchblättern.“ |
| Wappen des Ortsteils Zauchwitz | Wappenbegründung: Die Dorfkirche, eine Feldsteinkirche, wurde auf ihrem Vorgängerbau aus dem 13. Jahrhundert errichtet. Als Alleinstellungsmerkmal haben sich die Dorfbewohner für eine Rose entschieden. Eine „Lutherrose“ befindet sich auf dem hölzernen Kanzelaltar der Dorfkirche. Das Wappen zeigt außerdem die nahe gelegene Brücke, die über die Nieplitz führt. Die drei goldenen Pappelblätter stehen symbolisch für die Pappelalleen entlang der Nieplitz. Das Ortswappen wurde vom Heraldiker Ismet Salahor aus Frankfurt gestaltet und beim HEROLD im Februar 2019 in die Deutsche Ortswappenrolle aufgenommen. Abbildung des Wappens von Zauchwitz (siehe Einzelnachweise und ). |

## Bevölkerungsentwicklung
| Einwohnerentwicklung in Zauchwitz von 1772 bis 2000 | Einwohnerentwicklung in Zauchwitz von 1772 bis 2000 | Einwohnerentwicklung in Zauchwitz von 1772 bis 2000 | Einwohnerentwicklung in Zauchwitz von 1772 bis 2000 | Einwohnerentwicklung in Zauchwitz von 1772 bis 2000 | Einwohnerentwicklung in Zauchwitz von 1772 bis 2000 | Einwohnerentwicklung in Zauchwitz von 1772 bis 2000 | Einwohnerentwicklung in Zauchwitz von 1772 bis 2000 | Einwohnerentwicklung in Zauchwitz von 1772 bis 2000 | Einwohnerentwicklung in Zauchwitz von 1772 bis 2000 | Einwohnerentwicklung in Zauchwitz von 1772 bis 2000 | Einwohnerentwicklung in Zauchwitz von 1772 bis 2000 | Einwohnerentwicklung in Zauchwitz von 1772 bis 2000 | Einwohnerentwicklung in Zauchwitz von 1772 bis 2000 | Einwohnerentwicklung in Zauchwitz von 1772 bis 2000 | Einwohnerentwicklung in Zauchwitz von 1772 bis 2000 | Einwohnerentwicklung in Zauchwitz von 1772 bis 2000 | Einwohnerentwicklung in Zauchwitz von 1772 bis 2000 | Einwohnerentwicklung in Zauchwitz von 1772 bis 2000 | Einwohnerentwicklung in Zauchwitz von 1772 bis 2000 | Einwohnerentwicklung in Zauchwitz von 1772 bis 2000 |
| --------------------------------------------------- | --------------------------------------------------- | --------------------------------------------------- | --------------------------------------------------- | --------------------------------------------------- | --------------------------------------------------- | --------------------------------------------------- | --------------------------------------------------- | --------------------------------------------------- | --------------------------------------------------- | --------------------------------------------------- | --------------------------------------------------- | --------------------------------------------------- | --------------------------------------------------- | --------------------------------------------------- | --------------------------------------------------- | --------------------------------------------------- | --------------------------------------------------- | --------------------------------------------------- | --------------------------------------------------- | --------------------------------------------------- |
| Jahr                                                | 1772                                                | 1801                                                | 1817                                                | 1837                                                | 1858                                                | 1871                                                | 1885                                                | 1895                                                | 1905                                                | 1925                                                | 1939                                                | 1946                                                | 1964                                                | 1971                                                | 1981                                                | 1985                                                | 1989                                                | 1990                                                | 1995                                                | 2000                                                |
| Einwohner                                           | 172                                                 | 218                                                 | 228                                                 | 235                                                 | 278                                                 | 270                                                 | 268                                                 | 258                                                 | 275                                                 | 257                                                 | 236                                                 | 295                                                 | 366                                                 | 357                                                 | 379                                                 | 356                                                 | 368                                                 | 348                                                 | 341                                                 | 360                                                 |

## Kultur und Sehenswürdigkeiten

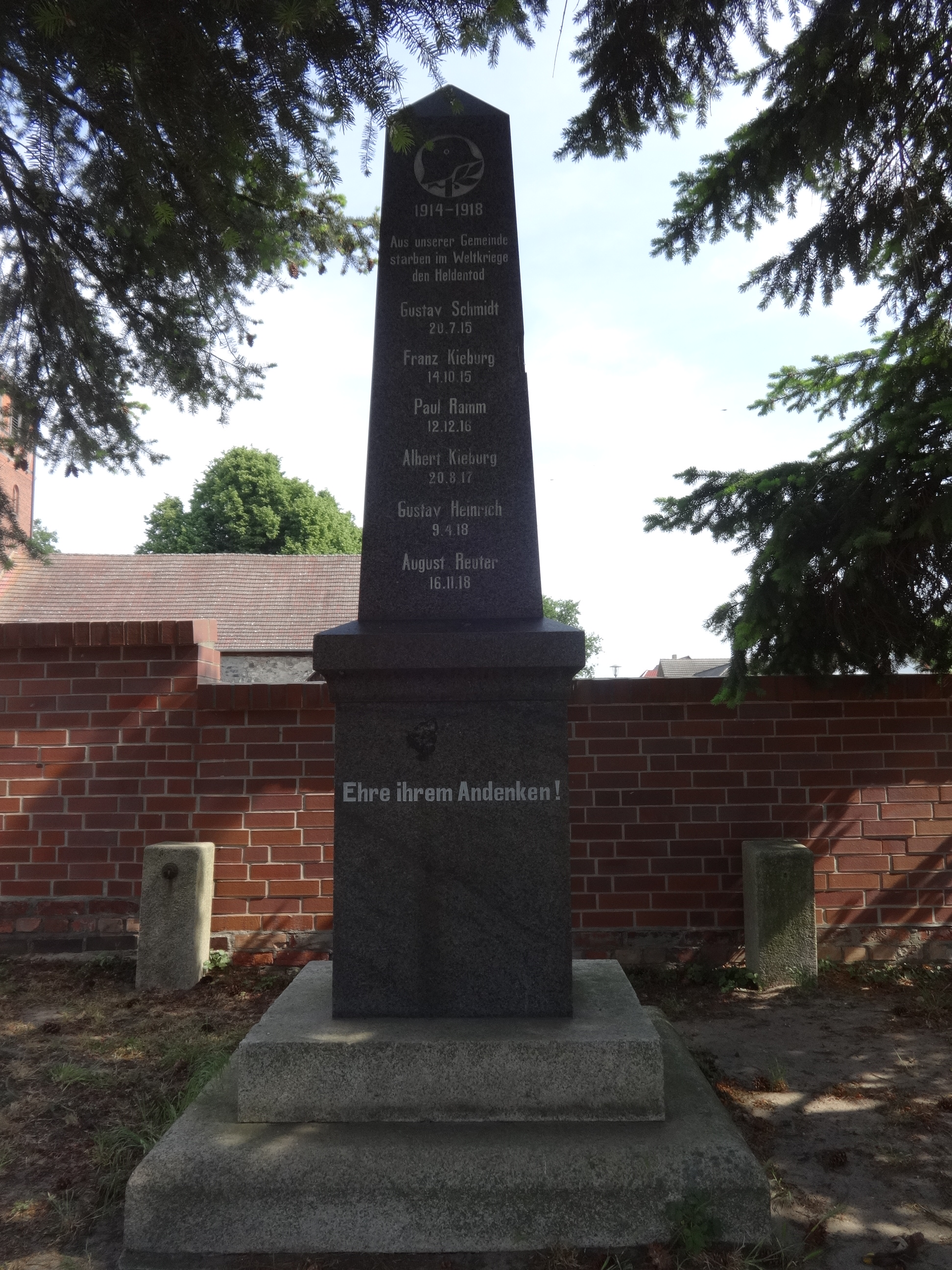
Weltkriegsdenkmal

- Die Dorfkirche Zauchwitz entstand im Jahr 1459 auf einem Vorgängerbau und wurde im Jahr 1725 nach Osten hin erweitert. Im Innern befinden sich ein Kanzelaltar aus dem Jahr 1726 sowie eine Süd- und Ostempore aus dem 18. Jahrhundert. Bei den Sanierungsarbeiten in den 1990er Jahren konnten Experten eine ornamentale Fensterrahmung freilegen, die aus dem Mittelalter stammt.
- Denkmal für die Gefallenen der Weltkriege vor der Kirche
- Durch den Ort führt der Große Nieplitzrundweg. Dabei handelt es sich um den mit 34,5 km längsten Rundwanderweg des FlämingWalks.
- Naturpark Nuthe-Nieplitz

## Persönlichkeiten
- Im Ort lebte und arbeitete Ellen Wiesnewski (1926–2020), die mit 92 Jahren als die älteste Ortsvorsteherin Deutschlands galt.[6][7][8]